# Amblyomma personatum
Amblyomma personatum ist ein blutsaugender Ektoparasit an Spitzmaulnashörnern (Diceros bicornis) und mit seinem einzigen bekannten Wirt vom Aussterben bedroht. Sie ist eine sehr große Zecke und eine von etwa 130 Arten der Gattung Amblyomma in der Familie Schildzecken (Ixodidae).

## Merkmale

Amblyomma personatum, weiblich

Die nachfolgenden Angaben basieren auf einer Veröffentlichung der Parasitologen Olga V. Voltzit und James E. Keirans aus dem Jahr 2003. Die Publikation ist wesentlich detaillierter als die 1901 veröffentlichte Erstbeschreibung, basiert aber nur auf der Untersuchung zweier männlicher und einer teilweise gesättigten weiblichen Zecke der United States National Tick Collection, die sich ursprünglich in der Sammlung des deutschen Zoologen Paul Schulze befanden. Larven und Nymphen wurden bisher nicht beschrieben.

### Adulte männliche Zecken
Das Scutum männlicher Zecken ist breit oval, mit einer Länge von 6,6 bis 7,7 Millimeter, gemessen von den Spitzen der Scapulae beiderseits des Capitulum bis zum Hinterrand des Körpers. Die maximale Breite, in der Körpermitte, beträgt 6,0 bis 6,3 Millimeter. Das Capitulum misst vom hinteren Rand bis zur Spitze der Palpen 2,2 bis 2,6 Millimeter und ist 1,4 Millimeter breit. Die Oberseite ist braungelb und fast vollständig mit einem goldfarbenen Fleck mit roten Rändern bedeckt, auf dessen hinteren Teil eine Zeichnung mit der Form eines Vogels oder einer Fledermaus mit ausgebreiteten Schwingen ist. Am Hinterrand des Körpers befinden sich elf schmale, rechteckige Festons. Das Scutum ist spärlich und zu den Rändern und nach hinten dichter mit Poren besetzt. Die beiden Augen sind rund, konvex und sitzen an den Rändern des Scutums. Die Bauchseite weist eine Genitalöffnung zwischen den Coxen des zweiten Beinpaars auf. Die Analöffnung befindet sich nach etwa zwei Drittel der Körperlänge. Sie ist von einem ungeteilten Analschild und zwei Paaren postanaler Schilde umgeben. Die Coxen des ersten Beinpaars haben lange dreieckige innere und äußere Dorne, der äußere ist länger. Bei den Coxen des zweiten und dritten Beinpaars ist nur ein einzelner paddelförmiger Dorn vorhanden, die des vierten Beinpaars tragen einen einzelnen langen Dorn, der in Richtung des Anus weist. Alle Beine sind hell-dunkel geringelt.

### Adulte weibliche Zecken
Das Idiosoma eines teilweise gesättigten Weibchens ist breit oval, mit einer Länge von 13,6 Millimeter, gemessen von den Spitzen der Scapulae bis zum Hinterrand. Die maximale Breite, in der Körpermitte, beträgt 11,2 Millimeter. Das Capitulum ist 2,75 Millimeter lang und 1,78 Millimeter breit. Das dunkelbraune und mit einer Zeichnung versehene trapezförmige Scutum ist 4,2 Millimeter lang und 5,55 Millimeter breit. Die beiden Augen sind rund, konvex und sitzen an den Rändern des Scutums. Die Bauchseite weist eine V-förmige Genitalöffnung zwischen den Coxen des zweiten Beinpaars auf. Die Analöffnung befindet sich nach etwa zwei Drittel der Körperlänge. Die Coxen des ersten Beinpaars haben lange runde innere und äußere Dorne, der äußere ist länger. Bei den Coxen des zweiten und dritten Beinpaars ist nur ein einzelner kurzer, paddelförmiger Dorn vorhanden, die des vierten Beinpaars tragen einen einzelnen langen dreieckigen Dorn. Alle Beine sind hell-dunkel geringelt.

## Verbreitung
In zoologischen Sammlungen und der Literatur sind nur wenige Fundorte von Amblyomma personatum belegt. Die meisten Exemplare stammen aus Kenia, ein Fundort befindet sich möglicherweise in Tansania und weitere Exemplare stammen aus Gabun. Dabei befindet sich in der Serie der Syntypen ein Exemplar aus Irangi in Deutsch-Ostafrika, in späterer Literatur als Irangi in Tansania bezeichnet und wahrscheinlich ein Ort im Distrikt Kondoa. Die drei anderen Syntypen stammen aus Gabun. Im südlichen Afrika als dem Verbreitungsschwerpunkt der überlebenden Spitzmaulnashörner kommt Amblyomma personatum nicht vor.

## Lebensweise
Der Wirt adulter Amblyomma personatum ist das Spitzmaulnashorn. Die Wirte der Larven und Nymphen sind nicht bekannt. Darüber hinaus gab es einen Bericht über den Fund auf einem Rind. Die südafrikanische Parasitologin Jane B. Walker gab 1974 an, dass Amblyomma personatum auch den Menschen befällt, nannte aber nur Kenia als Ort.

## Gefährdung

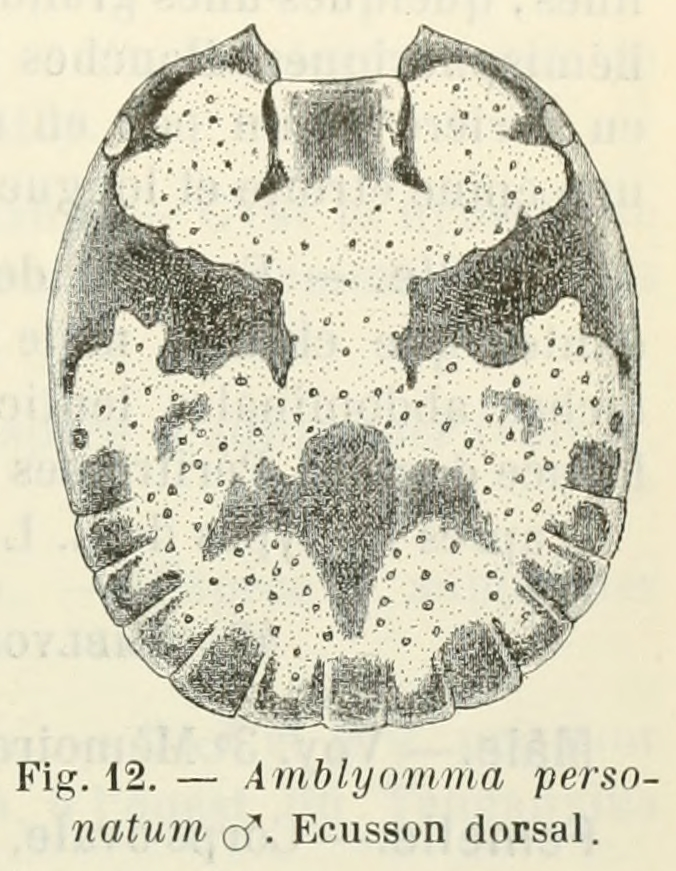
Amblyomma personatum, männlich, Zeichnung aus der Erstbeschreibung

Die US-amerikanischen Parasitologen Lance A. Durden und James E. Keirans führen Amblyomma personatum neben Amblyomma rhinocerotis, Cosmiomma hippopotamensis und Dermacentor rhinocerinus als eine jener Arten von Zecken auf, die ausschließlich oder fast ausschließlich Breitmaulnashorn und Spitzmaulnashorn parasitieren. Die Zeckenpopulationen gingen mit denen ihrer Wirte zurück. Der Bestand der wirtsspezifischen Parasiten ist auch dadurch gefährdet, dass eingefangene Nashörner vor ihrer Freilassung routinemäßig von ihren Parasiten befreit und mit Antiparasitika behandelt werden. Amblyomma personatum ist im Vergleich zu jenen Zecken, die beide afrikanischen Arten von Nashörnern parasitieren, als artspezifischer Parasit des Spitzmaulnashorns stärker gefährdet. Gezielte Untersuchungen der Zeckenfauna beider Nashornarten im südlichen Afrika erbrachten keinen Nachweis für Amblyomma personatum, und die westafrikanische Unterart des Spitzmaulnashorns gilt als ausgestorben.

## Systematik

### Äußere Systematik
Amblyomma personatum Neumann, 1901 gehört mit mehr als 700 Arten in 14 Gattungen zur weltweit verbreiteten Familie der Schildzecken (Ixodidae). Die Gattung Amblyomma umfasst etwa 130 Arten, die an Säugetieren, Reptilien und Amphibien parasitieren.

### Erstbeschreibung und Typen
Die Erstbeschreibung von Amblyomma personatum erfolgte 1901 durch Louis Georges Neumann im 14. Band der Fachzeitschrift Mémoires de la Societé Zoologique de France. Das lateinische Artepithet personatum bedeutet maskiert oder verkleidet und bezieht sich auf die auffällige Zeichnung insbesondere der männlichen Adulti.
Die Syntypen befinden sich im Museum für Naturkunde in Berlin. Ein männliches Trockenpräparat wurde von Louis Georges Neumann Anfang Oktober 1893 in Irangi in Deutsch-Ostafrika gesammelt. Zwei männliche und ein weiblicher Syntyp stammen aus Gabun in Westafrika.